# Perykopa

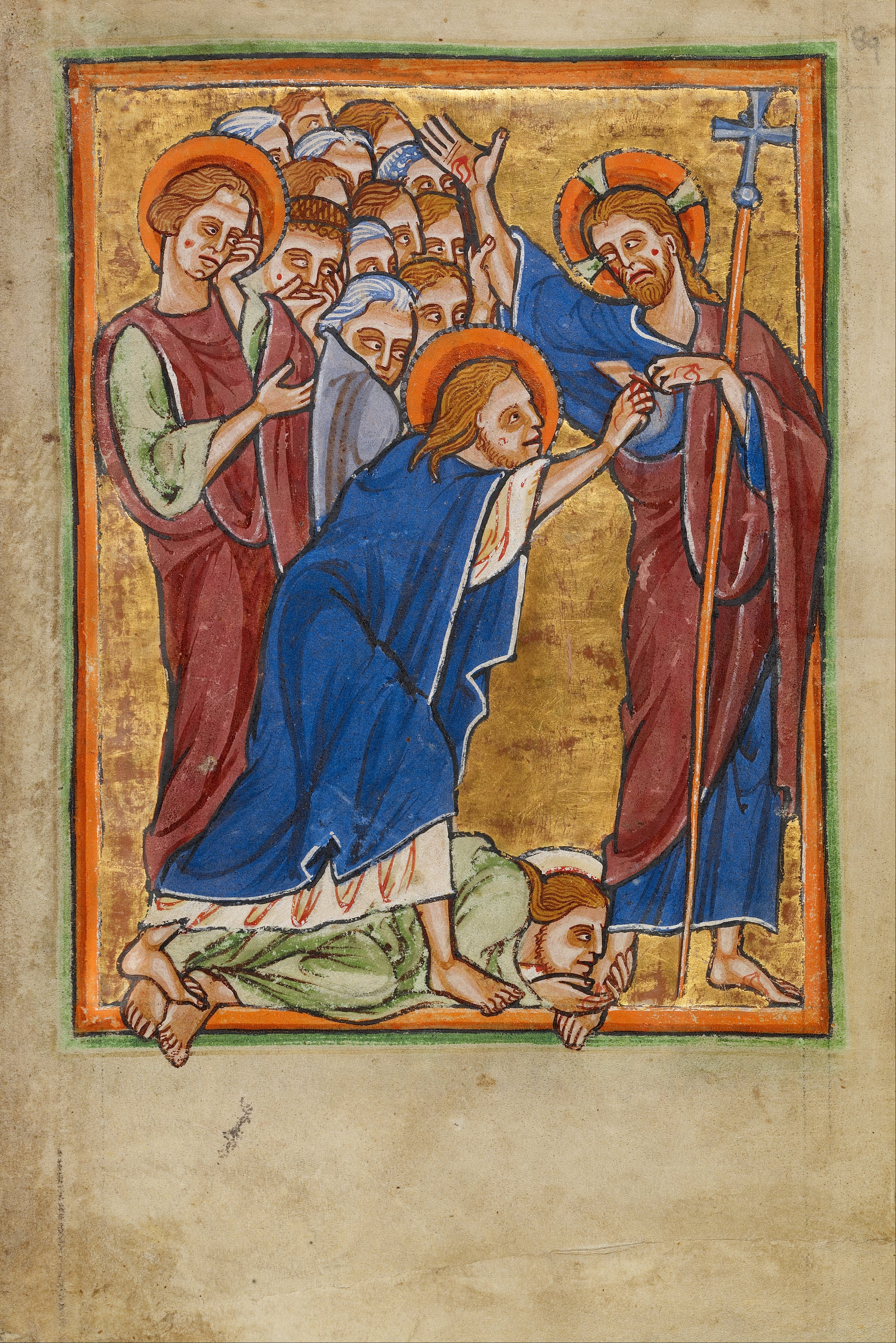
Ilustracja do perykopy o Niewiernym Tomaszu, koniec XII wieku

Perykopa (koine περικοπή, odcięcie, odcinek) – w retoryce to szereg wersetów zaczerpniętych z tekstu, tworzących spójną jedność lub wątek myślowy, nadających się do publicznego odczytania.

## Biblistyka
W naukach biblijnych termin oznacza spójny fragment tekstu Pisma Świętego wydzielony przez śródtytuł lub akapit. Podział na perykopy ma swoje zastosowanie zarówno w egzegezie (analiza poszczególnych perykop) jak i przy odczytywaniu fragmentów podczas liturgii (perykopa niedzielna, perykopy poszczególnych dni tygodnia). Perykopy występowały już w starożytnej liturgii synagogalnej. Synagoga znała podział Prawa i Proroków na 54 perykopy do odczytywania w szabat. W odniesieniu do Nowego Testamentu perykopy znane są z wielu starożytnych i średniowiecznych rękopisów, np. Księga perykop Henryka II. Zbiory perykop z przeznaczeniem do odczytywania podczas liturgii chrześcijańskiej to lekcjonarze. Przykładem konkretnej perykopy może być Janowa perykopa o niewiernym Tomaszu z 20. rozdziału jego ewangelii. Podział tekstu biblijnego na rozdziały nie jest tożsamy z podziałem na perykopy. Podział całej Biblii na rozdziały wprowadził dopiero w 1206 roku abp Stephen Langton.